# Omloop Het Volk 1976
L'Omloop Het Volk 1976, trentunesima edizione della corsa, fu disputato il 6 marzo 1976 per un percorso di 202 km. Fu vinto dal belga Willem Peeters.

## Ordine d'arrivo (Top 10)
| Pos. | Corridore         | Squadra    | Tempo |
| ---- | ----------------- | ---------- | ----- |
| 1    | Willem Peeters    | IJsboerke  |       |
| 2    | Hennie Kuiper     | TI-Raleigh |       |
| 3    | Patrick Sercu     | Brooklyn   |       |
| 4    | Walter Planckaert | Maes Pils  |       |
| 5    | Luc Leman         | Miko       |       |
| 6    | Cees Bal          | Molteni    |       |
| 7    | Frans Verhaegen   | Flandria   |       |
| 8    | Frans Verbeeck    | IJsboerke  |       |
| 9    | Jan Raas          | TI-Raleigh |       |
| 10   | Wilfried Wesemael | Miko       |       |